# TV Sinal Tauá
TV Sinal é uma emissora de televisão brasileira sediada em Tauá, cidade do interior do estado do Ceará. Opera no canal 40.1 (40 UHF) e é afiliada à TV Cultura. Pertencente ao Grupo Sinal de Comunicação.

## História
Em 10 de agosto de 2020, foi fundada a TV Sinal com sede no município de Tauá, emissora pertencente ao Grupo Sinal de Comunicação. A emissora iniciou suas transmissões em período de testes retransmitindo integralmente a programação da TV Sinal de Aracati. O projeto de ter uma estação de televisão local na região dos Sertão dos Inhamuns vem desde muitos anos antes.
Em 19 de outubro, a emissora encerra o período de testes e inicia suas transmissões ao vivo com a estreia do versão local do Passando Geral, programa tradicional da TV Sinal de Aracati.
Em 4 de dezembro de 2023, a emissora deixa de retransmitir a TV Brasil e se torna afiliada à TV Cultura.